# Inam Agrahara Muchadi, Shikarpur
Inam Agrahara Muchadi là một làng thuộc tehsil Shikarpur, huyện Shimoga, bang Karnataka, Ấn Độ.